# مخيم كندا
مخيم كندا أو حي كندا مخيم فلسطيني انشئ في أراضي عائلة اغا المجاورة لاراضي الزعاربة[بحاجة لمصدر] تم ضم المخيم للاراضي المصرية اثر تحديد الحدود بين الجانبين في بداية الثمانينيات.
تضرر سكان المخيم من هذا الاجراء حيث تم عزلهم عن مدينة رفح وبعد مفاوضات مريرة ومعارك قضائية قاسية بين أهالي المخيم والسلطات المصرية والإسرائيلية، تم التوصل لتسوية يعود بموجبها السكان إلى مدينة رفح على مراحل وصلت الدفعة الاخيرة منهم عام 1989 حيث تم بناء مساكن لهم في حي تل السلطان في قطاع غزة.